# Північна Двіна
Півні́чна Двіна́ (рос. Се́верная Двина́) — річка на півночі європейської частини Росії, яка протікає у Вологодській і здебільша (приблизно 9⁄10 загальної довжини) Архангельській областях. Впадає в Біле море. Довжина — 744 км (з урахуванням Сухони, як основної складової — 1302 км). Площа басейну — 357 тис. км². Середньорічна витрата води в гирлі 3490 м³/с (це відповідає річковому стоку 110 км³). Найвища ділянка річки 74 км завдовжки від злиття Сухони і Юга до впадання Вичегди має назву Мала Північна Двіна.

## Загальний опис
Під назвою Мала Північна Двіна річка утворюється злиттям річок Сухона та Юг поблизу міста Великий Устюг у Вологодській області. Загальна довжина самої річки — 744 км, але від витоку Югу — 1318 км, Сухони — 1302 км, Вичегди — 1803 км. Біля міста Котлас у водотік впадає найбільша притока Вичегда (слід зазначити, що при злитті вона несе більше води, ніж Мала Північна Двіна, річний стік якої становить 23 км³ проти 36 км³ у Вичегди), після чого річка повертає на північний захід, а потім поступово на північ. Ділянка від Котласа і до гирла ще зветься Великою Північною Двіною. Майже на самій півночі зливається з Пінегою. Нижче впадання Пінеги Північна Двіна розбивається на протоки з численними островами, ширина долини зростає до 18 км. Дельта Північної Двіни (площа дельти близько 900 км²) починається від Новодвінська. Біля Архангельська і Сєверодвінська Північна Двіна багатьма рукавами впадає у Двінську губу Білого моря. Загальна площа басейну річки 357 000 км².
Більша частина басейну Північної Двіни — низька горбиста рівнина, що поступово спускається до Білого моря. Басейн річки обмежений на сході низьким Тіманським кряжем (де бере початок Вичегда та її притоки), на півдні — Північними Увалами, які утворюють вододіл з басейном Волги. 
Північна і центральна частини басейну здебільшого покриті хвойними лісами, а південна частина — змішаними лісами з переважанням хвойних порід. В цілому ліси займають більше половини території басейну. Тільки уздовж заплави річки є відкриті луки. У лівій (західній) частині басейну безліч боліт і озер, які часто є джерелом приток. Найбільше озеро — Кубенське.

### Дельта Північної Двіни
У Архангельська річка ще раз збирається в одне русло, а нижче міста утворює дельту площею близько 900 км², що складається з декількох рукавів.
Дельта Північної Двіни почала бурхливо освоюватися російськими поселенцями з XV століття. При цьому в місцевій топоніміці зберігаються сліди фінно-угорського субстрату.

## Історія
Басейн річки був спочатку населений фіно-угорськими народами, а потім був колонізований Новгородською республікою. Єдиним винятком був Великий Устюг, який був частиною Владимиро-Суздальського князівства. Інша частина басейну Північної Двіни перебувала під контролем Новгорода. Великий Устюг вперше згадується у літописах 1207 року, Шенкурськ — 1315 року, у XIV столітті заснований Сольвичегодськ. 
В XIII столітті новгородські купці вже досягли Білого моря. Регіон був привабливий в першу чергу через торгівлю хутром. Головний водний шлях з Новгорода у Північну Двіну був по Волзі і її притоці Шексні, далі річкою Славянка в озеро Нікольське, потім волок до озера Благовіщенське, звідти вниз за течією річки Порозовіца до Кубенського озера, далі Сухоною до Північної Двіні.
З 1553 по 1713 роки річка була фактично єдиною безпечною торговою артерією, що пов'язувала Росію з країнами Північної і Західної Європи.

## Гідрологія
Живлення змішане, з переважанням снігового. Середньорічна витрата води — біля злиття Сухони і Югу — 770 м³/с,  після злиття з Вичегдою і Уфтюгою — 1 950 м³/с, нижче гирла Ваги — 2 600 м³/с, нижче злиття з Пінегою — 3 360 м³/с, у гирлі — 3490 м³/с. 
Річний стік завислих наносів у середній течії річки становить 1,32 млн тонн, у нижній — 1,79 млн тонн, у гирлі — 3,86 млн тонн. Середньорічна мутність води близько 22 г/м³ у середній течії і 37 г/м³ — у нижній. Річний стік захоплених наносів змінюється в проміжку 0,61–0,71 млн тонн. Сумарний твердий стік річки 4,47–4,57 млн тонн на рік. 
Води Північної Двіни гідрокарбонатно-кальцієві. Мінералізація води під час повені 60–70 мг/л, в межень — 240–380 мг/л.
Найбільший розмах коливань рівня води у річці дорівнює 14 метрів між гирлами річок Вага й Пінега. Замерзає наприкінці жовтня — на початку листопада, скресає від початку квітня до початку травня. Льодохід бурхливий з частими заторами.

## Притоки
Основні притоки: Вичегда, Пінега, Сухона, Юг, Вага, Юмиж. З'єднана через річку Сухона, озеро Кубенське та ін. з Волго-Балтійським водним шляхом (Північно-Двінська водна система), через річку Пінега з річкою Кулой сполучена судноплавним каналом Кулой — Пінега, а через притоки річки Вичегда, занедбаним Північнокатерининським каналом, з притокою річки Ками Джуричем.
Список приток (км від гирла)
- Лодьма
- Лая
- Юрас
- 54 км: водотока прот. Уємлянка (Уйма)
- 59 км: водотока рук. Мечка (Полой Мечка)
- 71 км: річка Лявля (Лавля)
- 79 км: водотока рук. Косковський
- 84 км: річка Линдога (Ракулка)
- 90 км: річка Чируха
- 95 км: водотока рук. Курополка
- 99 км: річка Вождоромка (Воджеромка, Воджом)
- 114 км: річка Велика Юра
- 137 км: річка Пінега
- 147 км: річка Варга
- 180 км: річка Хепалка
- 183 км: струмок Середній
- 188 км: річка Обокша
- 194 км: річка Векліїха
- 199 км: річка Смерд'я
- 216 км: річка Сія
- 222 км: річка Челмохта
- 228 км: річка Пяжма
- 233 км: річка Пукшеньга (Покшеньга)
- 234 км: водотока рук. Рєпний
- 240 км: річка Пінгіша (Пінгіча)
- 241 км: річка Ємца
- 268 км: струмок Ніколка
- 274 км: річка Велика Кірокса
- 301 км: річка Моржевка (Моржева)
- 311 км: річка Юмата (Юма)
- 316 км: річка Усолка
- 325 км: річка Велика Шеньга (Шонга)
- 329 км: річка Малая Шеньга
- 334 км: річка Ваєньга
- 339 км: річка Пянда
- 353 км: річка Ольховка
- 362 км: річка Вага
- 365 км: річка Лудега
- 376 км: водотока рук. Чамовський
- 402 км: водотока прот. Рубилісський (Рубелєвський Полой)
- 406 км: річка Тулгас
- 413 км: річка Нюма
- 421 км: водотока прот. Сельмензький Полой
- 434 км: річка Тьода
- 435 км: водотока прот. Борчаха (Борчанка)
- 442 км: річка Кодіма (Кодьма, Кодеша)
- 445 км: водотока прот. Кур'я
- 454 км: водотока прот. Кур'я
- 462 км: річка Нижня Тойма
- 466 км: річка Нюхмиж
- 478 км: річка Нозиця
- 484 км: річка Ноза
- 488 км: річка Сефтра (Севтра)
- 492 км: річка Чащевка
- 493 км: річка Унжиця
- 502 км: річка Кокса
- 502 км: річка Сойга
- 505 км: річка Кинтиш
- 509 км: річка Верхняя Тойма
- 512 км: річка Паленьга
- 517 км: річка Мала Свага
- 519 км: річка Велика Свага
- 526 км: річка Йорга
- 543 км: річка Авнюга (Авнега)
- 547 км: водотока рук. Піщаний Полой (Паячний)
- 563 км: річка Ракулка
- 582 км: водотока прот. Сямовський Полой
- 594 км: водотока прот. Тихий Полой
- 596 км: річка Шокша
- 611 км: річка Єздрінга
- 616 км: річка Лябла (Лябля)
- 617 км: водотока прот. Піщанський Полой
- 619 км: струмок Нечмеж
- 624 км: річка Євда
- 638 км: річка Бродова
- 643 км: річка Канза
- 652 км: річка Вонгода (Вонгодиця)
- 656 км: водотока прот. Новинський Полой
- 665 км: річка Єргус (Йоргус)
- 670 км: водотока прот. Шеберниха
- 673 км: річка Вичегда
- 673 км: водотока рук. Вондокурський Полой
- 674 км: річка Котлашанка
- 702 км: річка Ухтомка
- 717 км: річка Лапинка
- 719 км: річка Савватієвка
- 727 км: річка Шомокса (Шемокса, Шемокс)
- 735 км: річка Стріга
- 738 км: річка Чорна
- 744 км: річка Юг
- 744 км: річка Сухона

## Населені місця
У верхів'ях Північної Двіни розташовані міста Великий Устюг, Красавіно, Котлас, Сольвичегодськ; поблизу гирла — Новодвінськ, Архангельськ, Сєверодвінськ. Інші поселення уздовж: Красноборськ, Черевково, Верхня Тойма, Рочегда, Березнік, Ємецьк, Усть-Пінега, Холмогори.

## Судноплавство

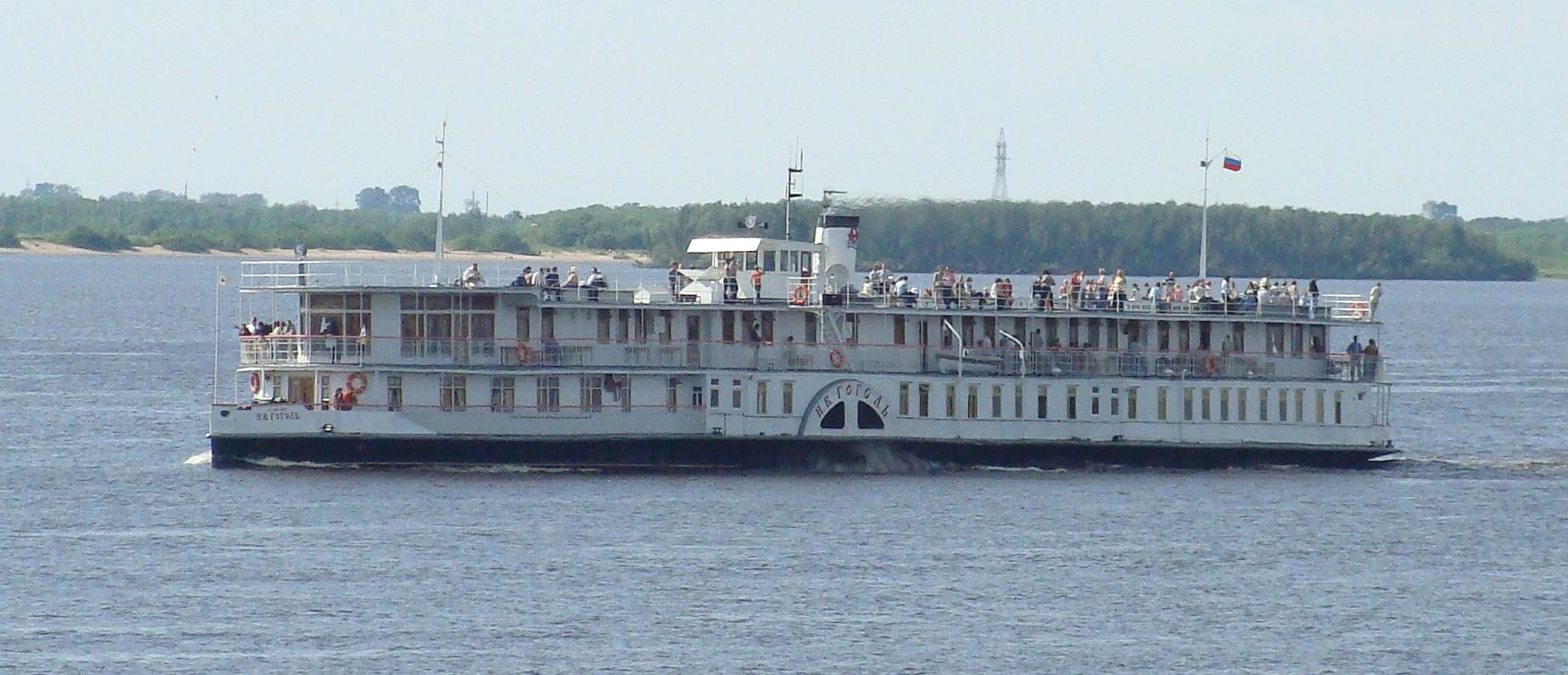
Пароплав «Н. В. Гоголь»

Річка Північна Двіна судноплавна на всьому протязі. В середині XIX століття існував план поліпшення судноплавства Північною Двіною в районі Архангельська, над ним працював американський інженер Джордж Уістлер.
23 вересня 1912 року сталась найбільша катастрофа на Північній Двіні: на річці затонув російський пароплав «Обновка»; в катастрофі загинуло 115 осіб. Дві ще більші катастрофи відбулися в дельті річки під час Першої світової війни: 17 жовтня 1916 року вибухнув пароплав «Барон Дрізен» в Архангельському порту Бакариця внаслідок диверсії (вибухнуло близько 1600 тонн вибухових речовин, загинуло понад 600 осіб), а 13 січня 1917 року вибухнули пароплави «Семен Челюскін» і «Байропія» в Архангельському порту Економія (загинуло близько 300 осіб)
На 1917 рік у басейні Північної Двіни діяло 131 пароплавне товариство, з них перевезеннями пасажирів займалося 20. Загальний флот становив 408 судів. Найбільшим було Північне пароплавне товариство «Котлас — Архангельськ — Мурман», яке володіло 50 паровими судами. Брати Володіни володіли 20 судами, інші мали від 1 до 7 судів.
2 серпня 1918 роки задля перегороджування шляху кораблям англійських інтервентів між раніше затопленими криголамами «Святогор» і «Микула Селянинович» у судноплавному каналі між Архангельському і островом Мудьюзький було затоплено мінний загороджувач «Уссурі», який понині знаходиться на фарватері річки, змушуючи огинати його кораблі, що проходять.
Великі морські судна можуть заходити тільки у морський порт Економія, поблизу гирла. Час від часу в районі Архангельського порту проводять днопоглиблювальні роботи. Щорічно під час повені вода приносить велике число сміття, піску і мулу, що погіршує судноплавство.
На Північній Двіні працює «Н. В. Гоголь » — найстаріший збережений колісний пароплав Росії, що все ще знаходиться у використанні як круїзне судно (побудовано 1911 року).

## Походження назви

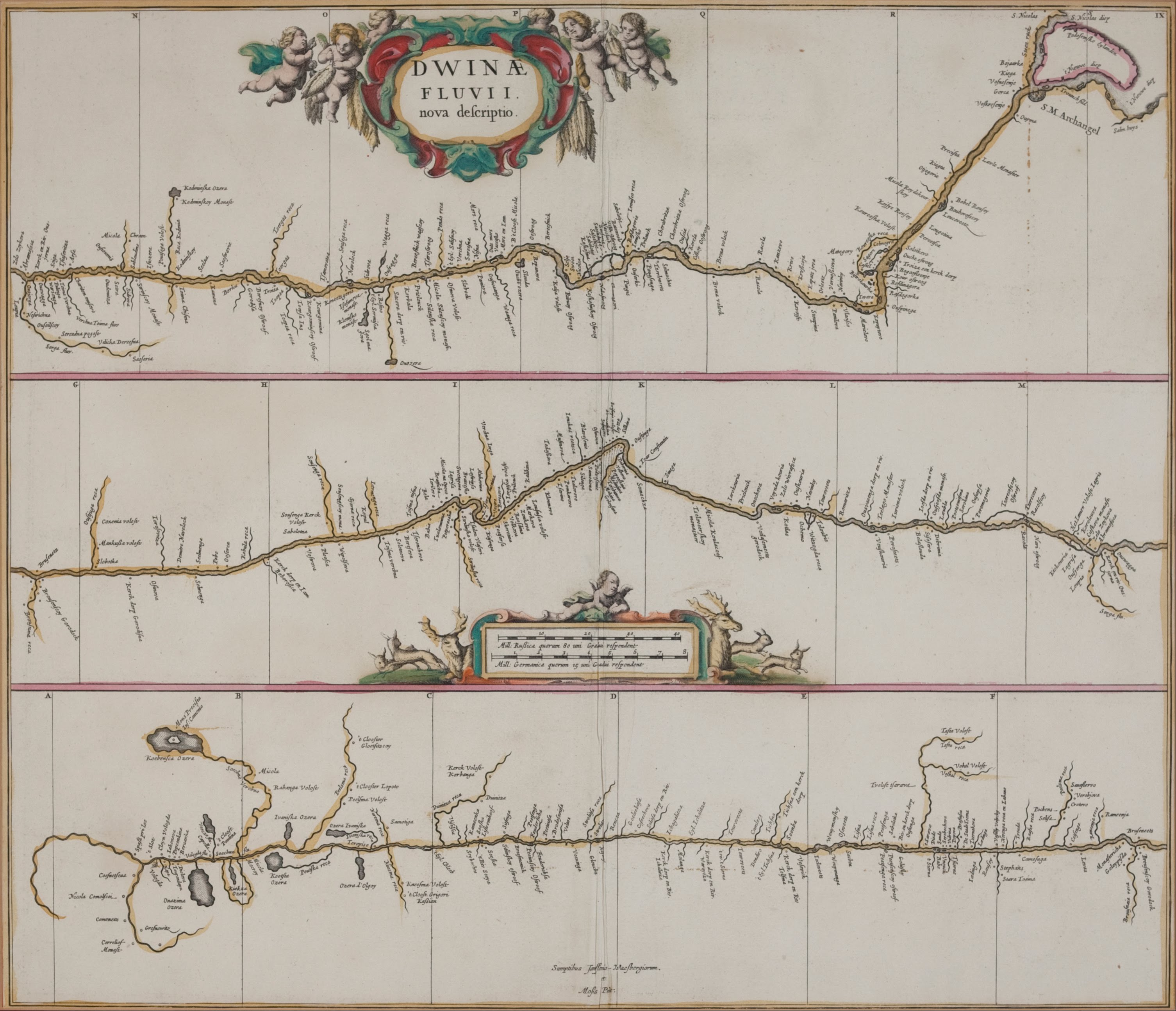
Карта течії Північної Двіни з атласу Йоганна Янсоніуса, 1680 р.

Народна етимологія пояснює назву Двіни як «подвійна річка» , оскільки вона утворена злиттям Сухони і Вичегди. Це тлумачення походження назви наводять іще Зиґмунд Герберштайн у «Записках про Московію» (1549) й Алессандро Ґваньїні в «Описі Московії» (1578).
М. Фасмер вважає, що назву на Північну Двіну було перенесено давньоруськими переселенцями з Двіни Західної. Етимологізувати його йому важко.
Починаючи з Я. Розвадовського, назва тлумачиться як індоєвропейська, оскільки перехід dv-> v- свідчить про вторинність фінської формиViena. О. К. Матвєєв вважає назву балтійською за походженням і порівнює її з лит. dvynai «двійня, близнята», або, враховуючи фін. Viena «Двіна», з лит. vienas «один, єдиний», тобто «об'єднана з двох річок».

## Світлини

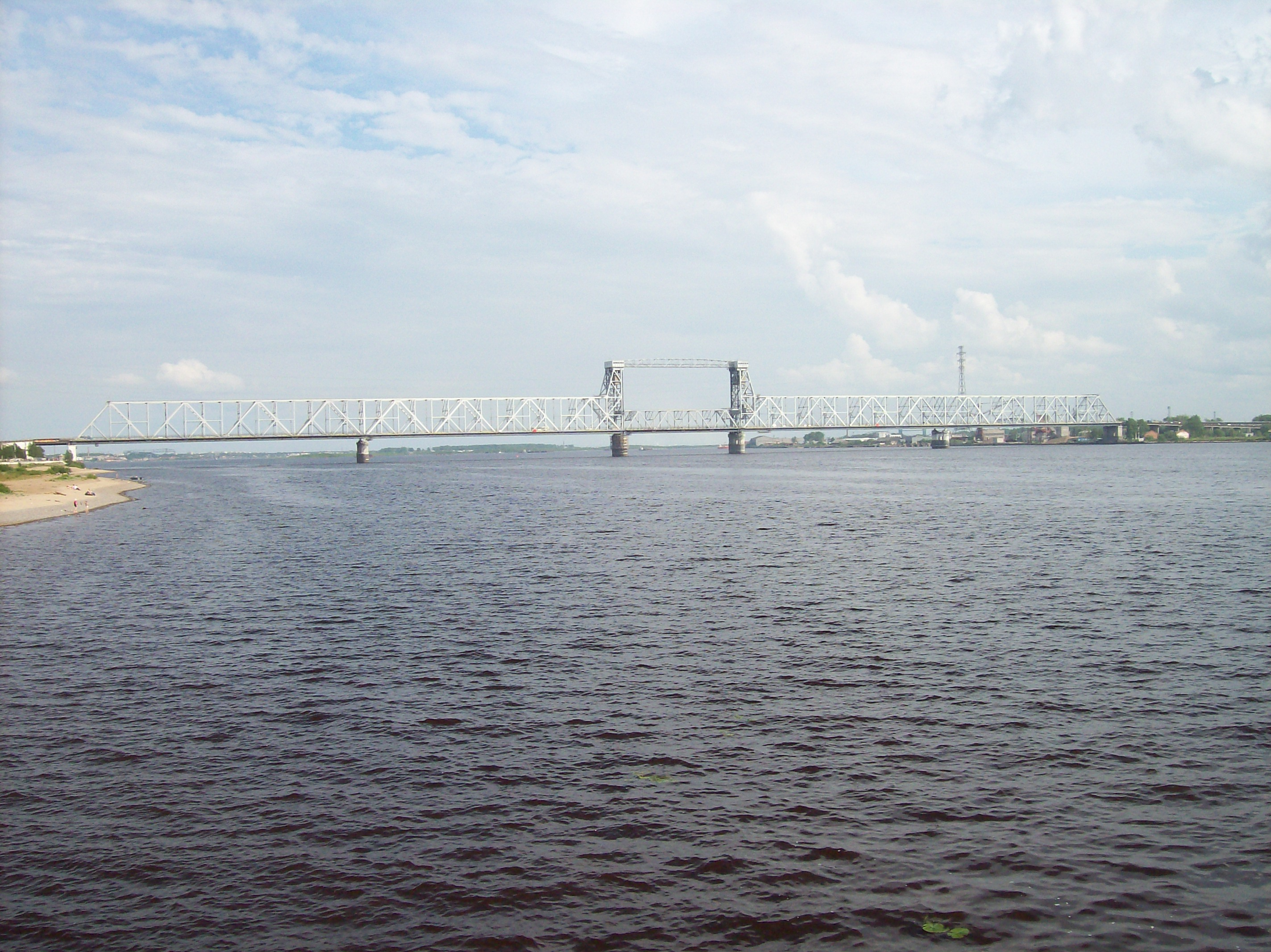
Міст через Північну Двіну в Архангельську
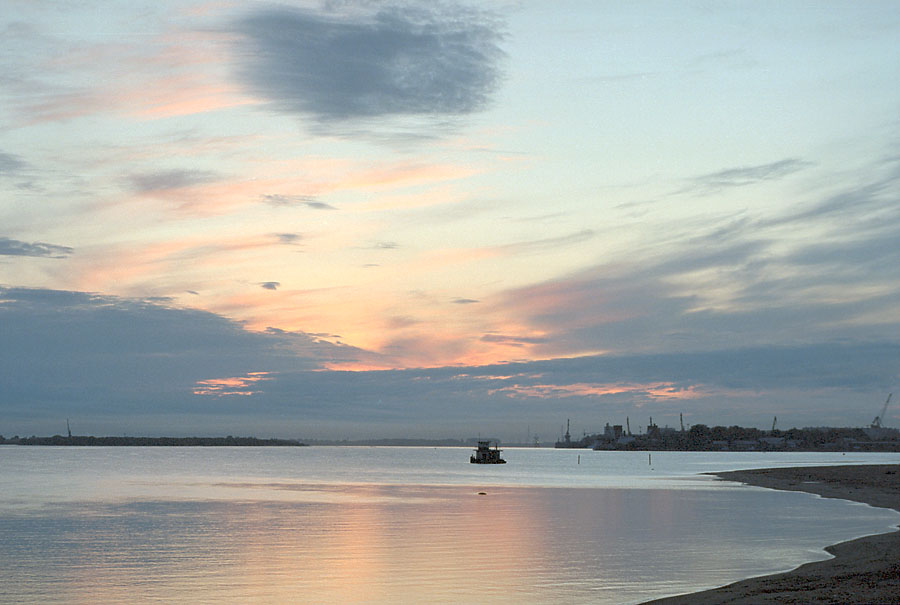
Північна Двіна в Архангельську
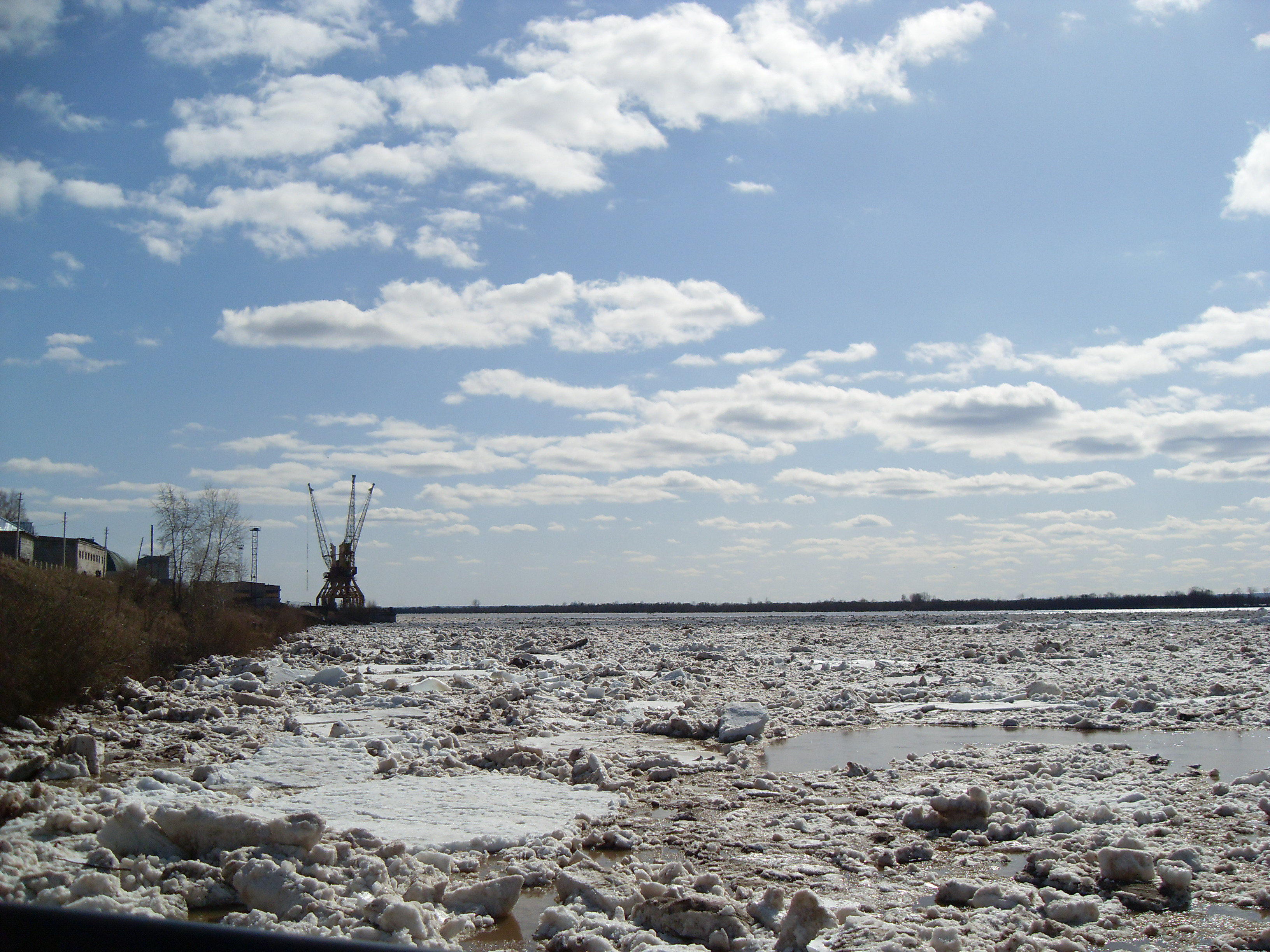
Льодохід на Північній Двіні біля Котласу
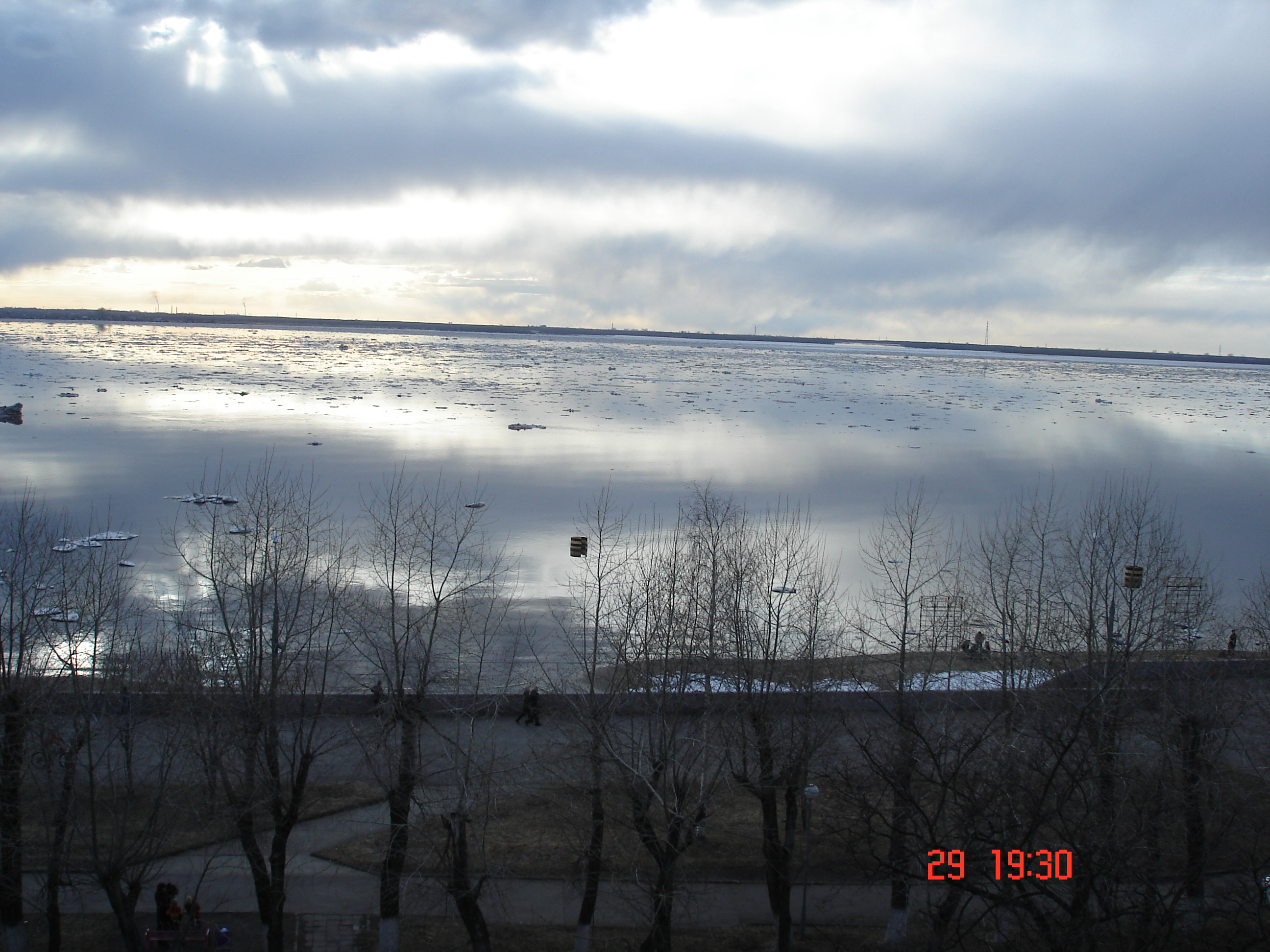
Льодохід біля Архангельська
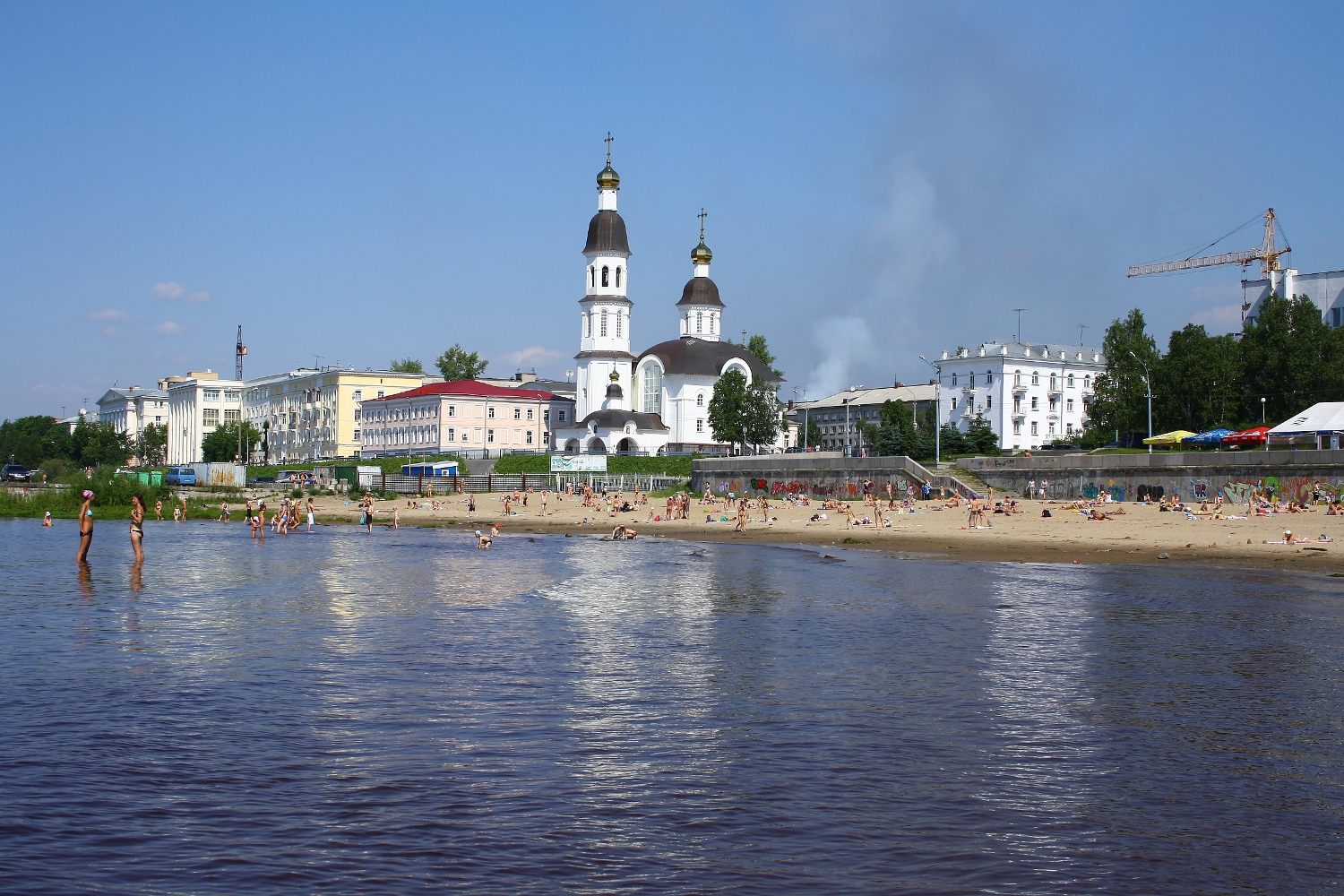
Міський пляж в Архангельську
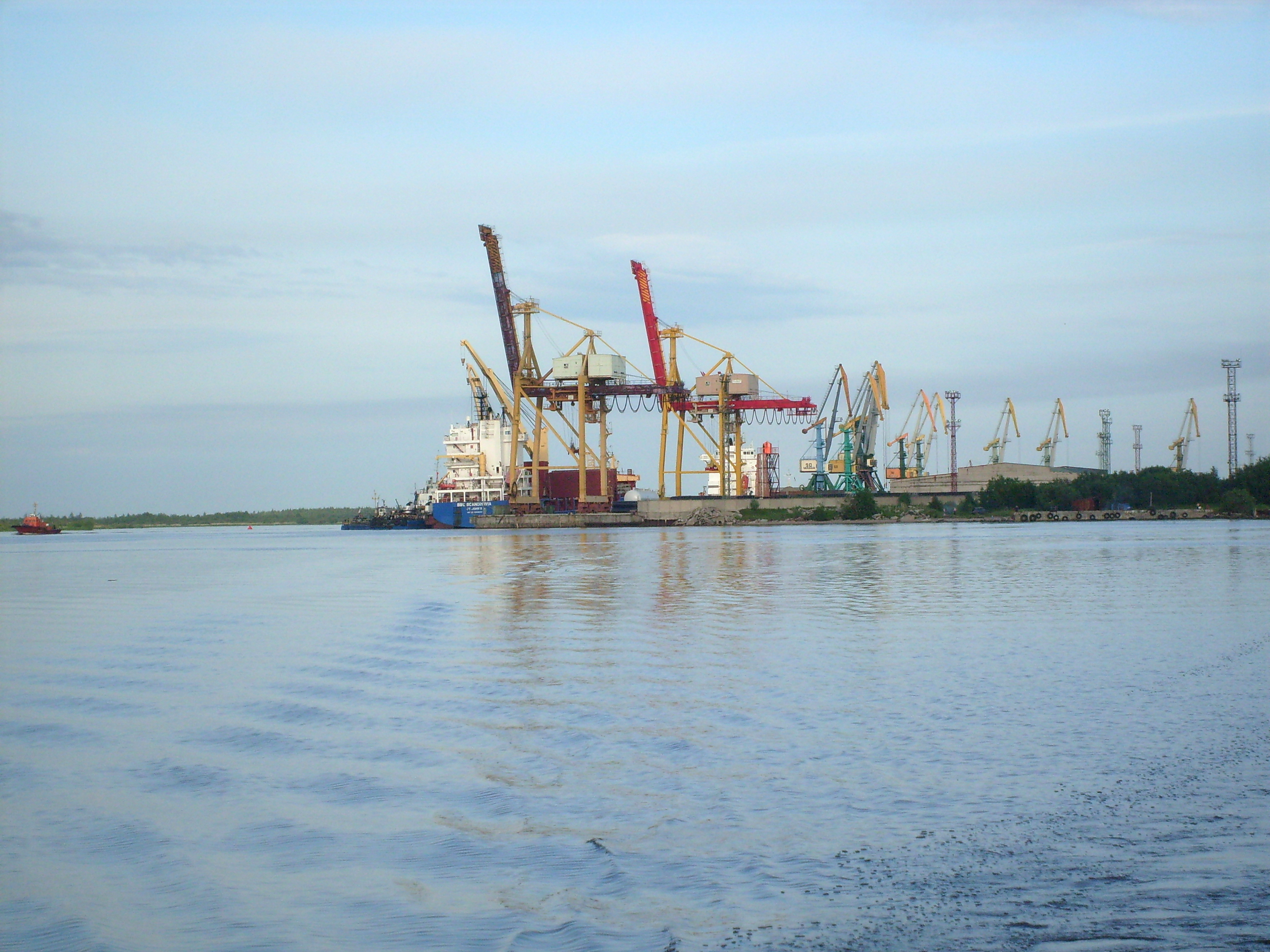
Морський порт в Архангельську
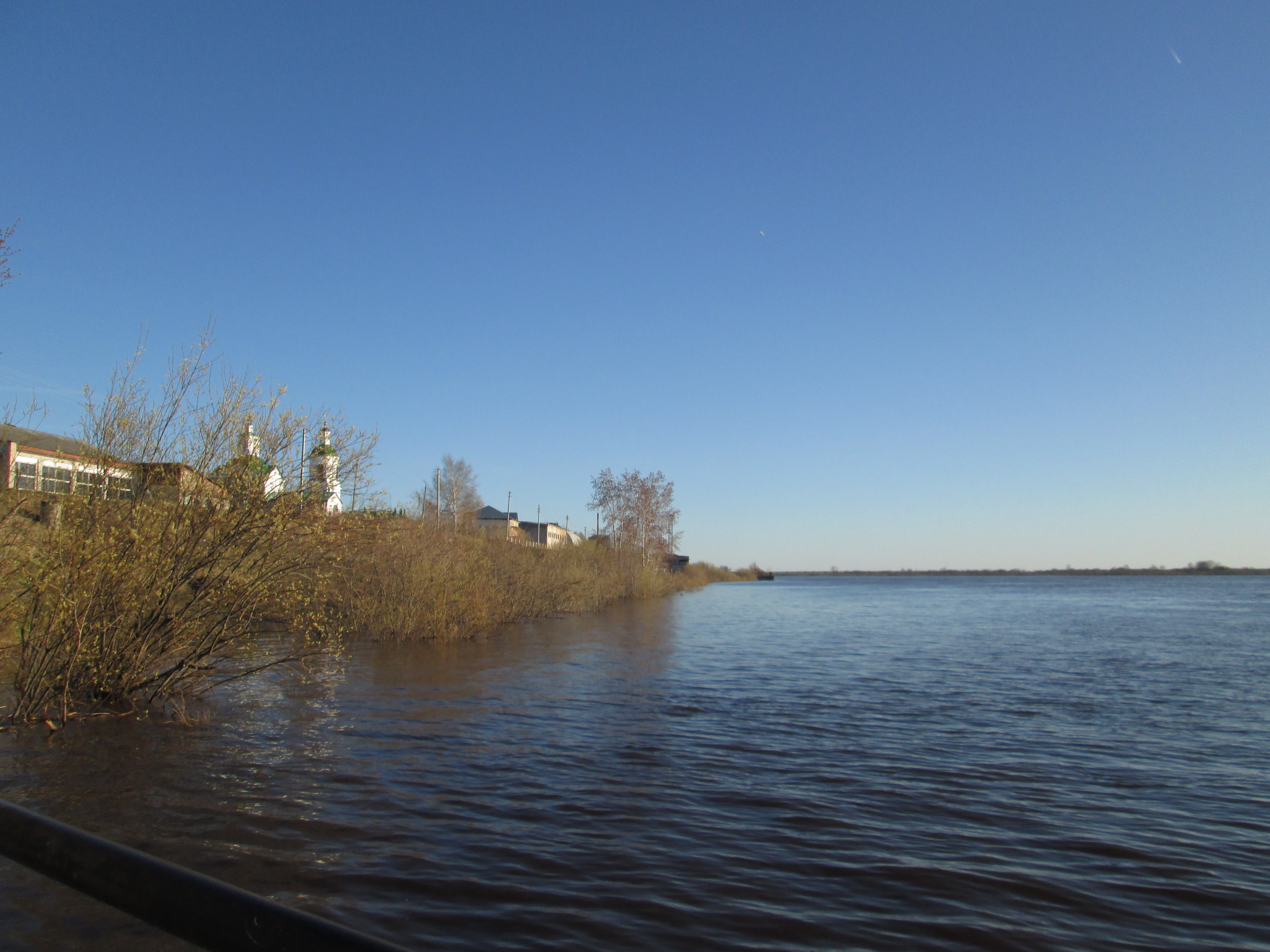
Повінь у Котласу
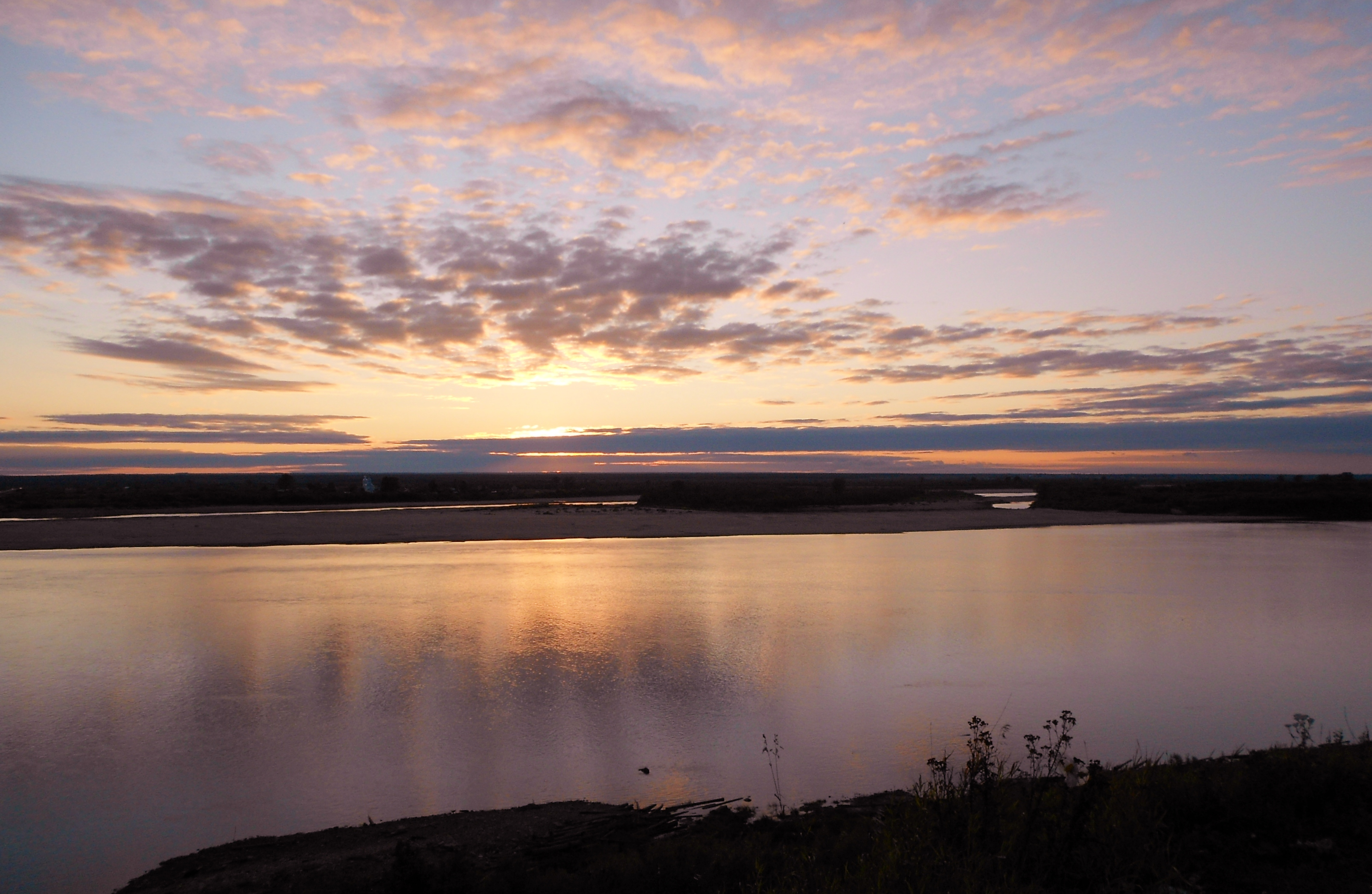
Захід сонця